# Will Graham
Will Graham è un personaggio immaginario protagonista del romanzo Il delitto della terza luna di Thomas Harris.
Sul grande schermo è stato impersonato da William Petersen (Manhunter - Frammenti di un omicidio) e da Edward Norton (Red Dragon); sul piccolo schermo è stato invece interpretato da Hugh Dancy (nel telefilm Hannibal).

## Biografia del personaggio

### Antefatti
Will Graham nasce in Louisiana nel 1940 da una famiglia povera. Durante la giovinezza si trasferisce a New Orleans e incomincia a lavorare come detective per la sezione omicidi. Successivamente frequenta la George Washington University e si laurea in scienza forense. Per i suoi meriti di servizio, presto ottiene una cattedra presso l'accademia dell'FBI e viene nominato "investigatore speciale", seguendo alcune indagini sul campo, grazie alla sua dote di immedesimarsi nei serial killer.
Nel 1975 segue il caso "dell'Averla del Minnesota", un assassino seriale di studentesse. Dopo averne scoperto l'identità, fa irruzione in casa sua mentre sta sterminando la sua famiglia. Graham lo uccide con un colpo di pistola riuscendo a salvare la giovane figlia. Il fatto tuttavia lo scuote profondamente, per cui deve passare un mese sotto osservazione nel reparto di psichiatria del Bethesda Naval Hospital.
Nel 1977 viene assegnato al caso dello "Squartatore di Chesapeake", che asporta organi dalle sue vittime. Risalendo alla documentazione medica di una di queste, Graham contatta il suo medico curante, il dottor Hannibal Lecter e, grazie alla sua empatia innata con gli assassini, comprende che il dottore è la persona che cerca. A fine colloquio, Graham chiama rinforzi da una cabina telefonica, ignaro che il dottor Lecter abbia intuito la sua scoperta e lo abbia seguito. Graham viene accoltellato all'addome e quasi dissanguato. La polizia del Maryland però ha rintracciato la sua chiamata e lo soccorre in tempo, arrestando Lecter.
Dopo tale evento Graham, pur essendo diventato una leggenda all'interno dell'FBI ed una celebrità per i media, decide di ritirarsi e andare in pensionamento anticipato perché irrimediabilmente scosso dall'evento.
Nel 1978 conosce Molly Foster e la sposa poco dopo, divenendo patrigno del figlio di lei, Willy. Insieme si trasferiscono a Sugarloaf Key, Florida, dove Graham inizia un'attività di riparazione di barche.

### Il delitto della terza luna
Nel 1980, l'ex-supervisore di Graham, Jack Crawford lo persuade ad abbandonare il suo ritiro per occuparsi, in qualità di consulente, del caso del serial killer "Fata dei denti", che uccide nelle notti di luna piena e si è reso colpevole dello sterminio di due famiglie. Dopo aver studiato le scene dei crimini, Graham chiede aiuto a Lecter per tracciare un profilo dell'assassino. Questi, venuto a conoscenza del coinvolgimento di Lecter, lo contatta scrivendogli. Lecter gli risponde, fornendogli l'indirizzo di Graham perché lo uccida insieme alla famiglia.
Graham si serve del "National Tattler", un giornale scandalistico, facendo scrivere al giornalista Freddy Lounds che il killer è un omosessuale impotente, presumibilmente frutto di un incesto, per provocarlo e farlo uscire allo scoperto. Furioso, l'assassino rapisce e uccide Lounds. 
Poco dopo, Graham connette l'assassino ad un laboratorio fotografico, la Gateway Corp., che ha sviluppato filmati casalinghi delle due famiglie uccise. Ottenuto l'indirizzo dell'uomo, Francis Dolarhyde, lo raggiunge per arrestarlo ma scopre che questi si è barricato in casa con una collega di lavoro cieca, Reba McClane, innamorata di lui. L'agente riesce a soccorrere la ragazza mentre Dolarhyde apparentemente si suicida.
Archiviato il caso, Graham scopre l'infanzia di Dolarhyde ed comincia a provare compassione per l'assassino, spiegando alla McClane che, in fondo, l'uomo di cui si era innamorata non era un "mostro" ma "un uomo con un mostro sulle spalle".
Dolarhyde, tuttavia, aveva solo simulato la sua morte. Desideroso di vendetta, il killer si reca in Florida, da Graham, dove ferisce quest'ultimo al volto con un coltello e tenta di ucciderlo. Molly, però, lo fredda sparandogli con la pistola del marito.
Secondo quanto rivelato in seguito da Crawford, il viso di Graham è tanto sfigurato da sembrare "disegnato da Picasso", cosa che lo ha portato ad essere abbandonato dalla moglie, diventando un alcolizzato.

## Adattamenti

### Cinema
- Nel film del 1986 Manhunter - Frammenti di un omicidio, Graham è impersonato da William Petersen. In questa versione Graham viene messo sotto osservazione in ospedale psichiatrico dopo l'aggressione di Lecter. Inoltre lui e Molly sembrano essere sposati da un tempo maggiore che nel libro. Nel finale, l'agente uccide Dolarhyde in casa di lui, mentre sta per assassinare la McClane, tornando poi alla sua famiglia.
- Nel film del 2002 Red Dragon, Graham è interpretato da Edward Norton. In tale versione l'agente conosce Lecter da molto tempo e si è spesso servito della sua assistenza, prima di scoprire che si tratta di un pluriomicida. Lo affronta nel suo ufficio, venendo trafitto da uno stiletto. Anche in tale versione, Will e Molly sono sposati da prima della cattura di Lecter. Sebbene il finale sia simile a quello del libro, anche qui si ha un lieto fine: Graham è ferito al petto e non in viso, e la sua famiglia rimane unita.

### Televisione
- Nella serie televisiva dell'NBC, Graham è impersonato da Hugh Dancy.